# تيو أوتو
تيو أوتو (بالألمانية: Teo Otto)‏ هو فنان وكاتب ألماني، ولد في 4 فبراير 1904 في رمشايد في ألمانيا، وتوفي في 9 يونيو 1968 في فرانكفورت في ألمانيا.

## وصلات خارجية
- تشانغ أوتو على موقع IMDb (الإنجليزية)
- تشانغ أوتو على موقع قاعدة بيانات برودواي على الإنترنت (الإنجليزية)
- تشانغ أوتو على موقع قاعدة بيانات الفيلم (الإنجليزية)
- تشانغ أوتو على موقع كينوبويسك (الروسية)